# Copeoglossum arajara
Copeoglossum arajara là một loài thằn lằn trong họ Scincidae. Loài này được Reboucas-Spieker mô tả khoa học đầu tiên năm 1981.